# Helicella virgata
Helicella virgata is een slakkensoort uit de familie van de Geomitridae. De wetenschappelijke naam van de soort werd voor het eerst geldig gepubliceerd in 1778 door da Costa.